# Inflata indica
Inflata indica is een keversoort uit de familie glimwormen (Lampyridae). De wetenschappelijke naam van de soort werd voor het eerst geldig gepubliceerd in 1854 door Motschulsky als Luciola indica.